# Ługi (Kolebki)
Ługi – część wsi Kolebki w Polsce, położona w województwie wielkopolskim, w powiecie konińskim, w gminie Ślesin.
W latach 1975–1998 Ługi należały administracyjnie do województwa konińskiego.